# Heine Motor Car Company

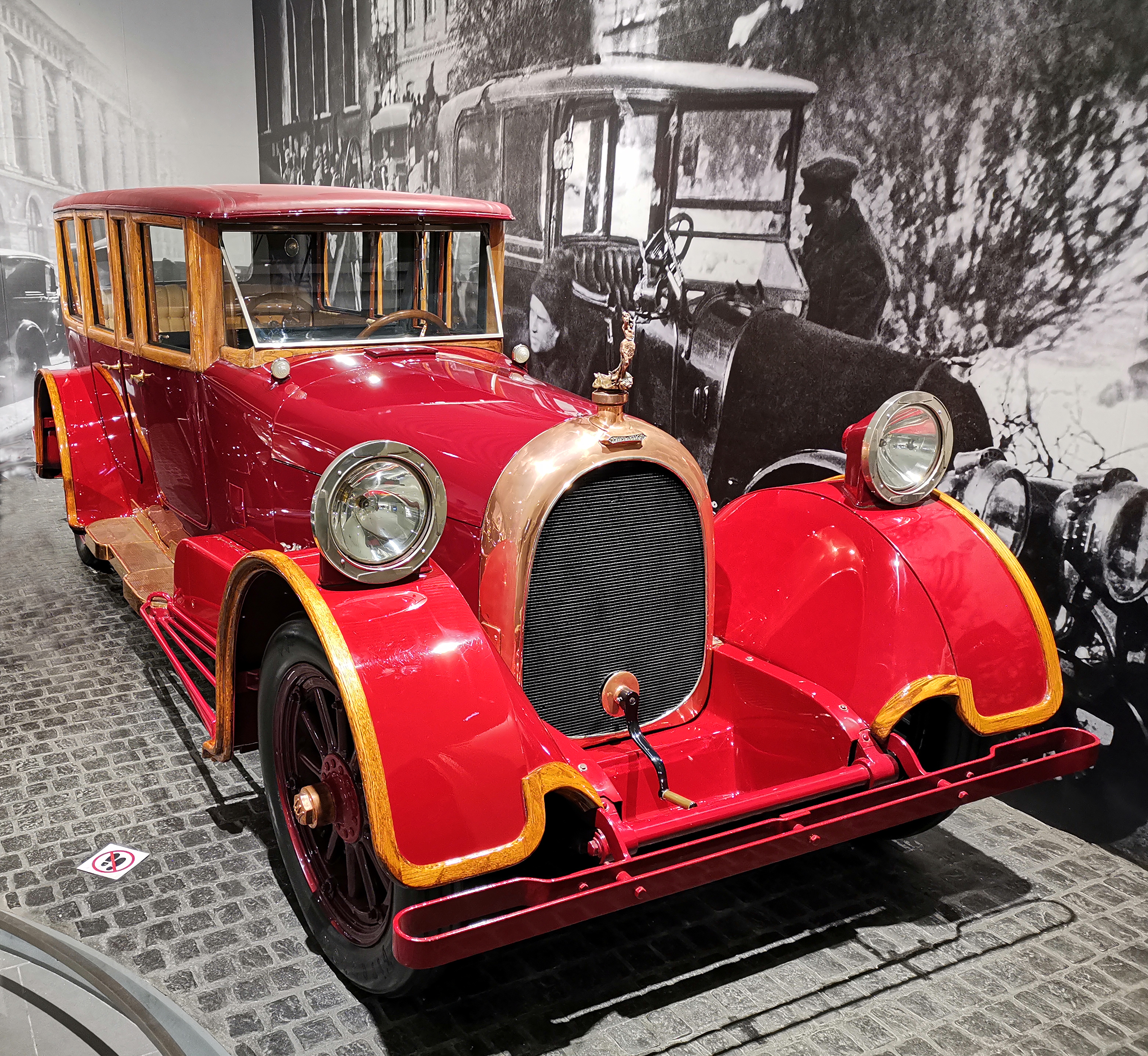
Heine-Velox

Heine Motor Car Company war ein US-amerikanischer Hersteller von Automobilen.

## Unternehmensgeschichte
Der deutschstämmige Gustav Otto Heine betrieb in San Francisco in Kalifornien die Heine Piano Company zur Herstellung von Klavieren. Außerdem betrieb er ab 1903 einen Autohandel für Ford-Fahrzeuge. 1904 gab er bekannt, dass er selber Automobile herstellen wolle. Geplant war zunächst Cincinnati in Ohio als Standort und Victor Emerald als Konstrukteur. Heine änderte seine Pläne. Er gründete 1905 die Heine Motor Car Company in San Francisco und entwarf die Fahrzeuge selber. Der Prototyp wurde Heine genannt. In der Serienausführung lautete der Markenname Heine-Velox. Pläne beliefen sich auf 50 Fahrzeuge für das Jahr 1906.
Das Erdbeben von San Francisco 1906 zerstörte sowohl dieses Werk als auch die Klavierfabrik. Damit endete die Fahrzeugproduktion. Allerdings wurde im Februar 1907 noch ein Fahrzeug auf der San Francisco Auto Show präsentiert, das vor dem Erdbeben produziert worden sein muss. Danach gab Heine den Automobilbau auf und konzentrierte sich auf Klaviere.
1921 gründete Heine die Heine-Velox Engineering Company und stellte erneut Fahrzeuge mit dem gleichen Markennamen her.

## Fahrzeuge
Der Heine-Prototyp wurde als 40/45 HP bezeichnet. Er hatte einen Vierzylindermotor und einen Aufbau als Tourenwagen. Der Neupreis sollte 4000 US-Dollar betragen. Ein 80/85 HP für 8200 Dollar war ebenfalls geplant.
Die Serienfahrzeuge waren 35/45 HP. Der Vierzylindermotor hatte 5805 cm³ Hubraum. Es ist möglich, dass es der gleiche Motor wie im Prototyp war. Das Fahrgestell hatte 323 cm Radstand. Hiervon entstanden mindestens drei Fahrzeuge.